# Андриск
Андриск (старогрчки: Ἀνδρίσκος), познат и као Псеудо-Филип, је био последњи краљ Македоније (149-148. године п. н. е). Користећи се незадовољством народа римском управом, Андриск је подигао побуну у Македонији, лажно се издајући за сина Персеја Македонског. Римска реакција на побуну довела је до избијања Четвртог македонског рата у коме је Андриск поражен и заробљен. Умро је у римском заробљеништву. 

## Биографија
Римљани су 168. године п. н. е. напали Македонију и свргли краља Персеја, након победе у бици код Пидне. Македонија није уврштена у систем римских провинција након победе Римљана у Трећем македонском рату, већ је наредних двадесет година егзистирала подељена у четири области, под римским протекторатом. Између становника области није била дозвољена комуникација, нити склапање бракова. Римска управа изазвала је велико незадовољство како македонског, тако и становништва у Грчкој. Иако су се током Другог македонског рата појавили као ослободиоци македонске власти, Римљани се нису показали као бољи господари. Незадовољство народа покушао је искористити Андриск, који се лажно представљао као Персејев син. 
Андриск је 149. године п. н. е. подигао побуну у Македонији против римске власти. Он путује у Сирију, где добија војну помоћ. Римљани су га заробили, али се Андриск успео ослободити заробљеништва и стићи до армије у Тракији. Са том армијом је напао Македонију и поразио римског претора Публија Јувентијуса. Потом се прогласио за македонског краља, као Филип VI. 
Године 148. п. н. е. Андриск је освојио Тесалију и закључио савез са Картагином, која је са Римљанима била у рату (Трећи пунски рат). Сенат је одлучио да реагује, те избија Четврти македонски рат, последњи у низу Македонских ратова. Римски претор Квинт Цецилије Метел Македонац поразио је Андриска. Одлучујућа битка поново је вођена код Пидне, где је Персеј 168. године п. н. е. одлучно поражен. Андриск након пораза у бици бежи у Тракију. Тамошњи владар га је заробио и предао Римљанима. Након завршетка Четвртог македонског рата, Македонија је уврштена у систем римских провинција. 